# Krzysztof Tarnowski
Krzysztof Tarnowski (ur. 20 września 1956) – polski artysta plastyk, designer, rzeźbiarz, konstruktor i wynalazca, autor wielu projektów, książek i publikacji.

## Życiorys
Artysta pochodzi z rodziny o przedwojennych tradycjach ziemiańskich, co silnie kształtowało jego rozwój i twórczość artystyczną. Z tego też względu prace artysty charakteryzują się specyficzną tematyką, perfekcją formą i rzadko spotykaną ekskluzywnością. W szkole podstawowej chodził do jednej klasy z późniejszym bardem Jackiem Kaczmarskim, co owocowało konstruktywną rywalizacją plastyczną. W roku 1977 ukończył Warszawskie Państwowe Liceum Sztuk Plastycznych (dyplom w 1977r), a następnie kontynuował edukację początkowo w Państwowej Wyższej Szkole Sztuk Plastycznych we Wrocławiu, a przez kolejne lata na Warszawskiej Akademii Sztuk Pięknych, zakończonej dyplomem w roku 1984 (w pracowni razem m.in. z Maksymilianem Biskupskim, Andrzejem Renesem, czy Mirosławem Bałką). Członek ZPAP. Oprócz projektowania, ostatnio także wykładowca uniwersytecki, pisarz i publicysta, posiadacz patentów i wielu autorskich rozwiązań.

## Nagrody i osiągnięcia
Książka artysty z roku 2000 o Całunie Turyńskim, otrzymała imprimatur, osobiste podziękowanie Jana Pawła II oraz oficjalne podziękowanie Watykańskiego Sekretariatu Stanu (26 stycznia 2001r). Kolejna publikacja o tej tematyce pt. Całun Turyński. Relikwia czy genialne fałszerstwo'', ukazała się w 2011 r. nakładem wydawnictwa PAX.

## Twórczość Plastyczna
Kilkadziesiąt prac (dzieł) artysty znajduje się w instytucjach i zbiorach prywatnych na całym świecie, w tym w gabinetach renomowanych, światowych firm, koncernów i korporacji (m.in. Marriott, PLL Lot, czy Philips).
	Artysta ma w swoim dorobku twórczym także kilkadziesiąt realizacji wnętrz prestiżowych instytucji i firm (m.in. takich jak: Coca Cola, PZU, Urząd Rady Ministrów, Ministerstwo Łączności, Stinnes, Polsat, Ratusz Przy Placu Bankowym, Ratusz Gminy Bemowo, Uniwersytet Warszawski, Ministerstwo Przemysłu i Handlu, Hortex, Dominet, H. B. O, Wittchen, Teatr Narodowy, Super Express, Gazeta Wyborcza, TVP - Na Woronicza, Ricoh, Everest, Polisa SA., Walter, Szpital Bielański itd.), oraz rezydencji prywatnych.

## Krzysztof Tarnowski jako autor
Krzysztof Tarnowski jest autorem kilkuset obrazów, grafik, okładek (m. in dla WUW) i plakatów. Ponadto jest twórcą marki von Tarnov i autorskich projektów m. in: Black Knight, Glob Mebel, Klocków Globo, itp.